# Шеплиц
Шеплиц (нем. Schäplitz) — деревня в Германии, в земле Саксония-Анхальт, входит в район Штендаль в составе городского округа Бисмарк.
Население составляет 103 человек (на 31 декабря 2008 года). Занимает площадь 7,15 км².

## История
Первое упоминание о поселении относится к 1375 году.
1 января 2010 года, после проведённых реформ, Шеплиц вошёл в состав городского округа Бисмарк в качестве района.